# Nadine Broersen
Nadine Broersen (* 29. April 1990 in Hoorn) ist eine niederländische Leichtathletin, die sich auf den Siebenkampf spezialisiert hat.

## Sportliche Karriere
Broersen war schon in jungen Jahren eine vielseitige Leichtathletin. Dennoch fand sie erst 2009 mit 18 Jahren zum Mehrkampf und wurde mit 5456 Punkten Fünfte bei den Junioreneuropameisterschaften in Novi Sad. In den Folgejahren erzielte sie bei internationalen Wettkämpfen stetig gute Resultate, konnte jedoch keine Medaillen erringen. Bei den U23-Europameisterschaften 2011 in Ostrava wurde sie Neunte, ein Jahr später bei den Olympischen Spielen in London wurde sie nach verpatztem Start Zwölfte und 2013 bei den Weltmeisterschaften in Moskau Zehnte. Daneben belegte sie bei nationalen Meisterschaften stets vordere Plätze auch bei Einzeldisziplinen und hält mit 1,94 m den niederländischen Rekord im Hochsprung.
2014 gelang ihr mit zwei Erfolgen der internationale Durchbruch, als sie bei den Hallenweltmeisterschaften in Sopot die Goldmedaille im Fünfkampf errang und bei den Europameisterschaften in Zürich hinter Antoinette Nana Djimou Ida Zweite im Siebenkampf wurde.
Bei den Weltmeisterschaften 2015 in Peking startete Broersen im Siebenkampf und belegte mit 6491 Punkten den vierten Platz. 2017 nahm Broersen an den Halleneuropameisterschaften in Belgrad teil und erreichte dort den fünften Rang.
Im Juni 2019 wurde die 29-Jährige beim Mehrkampf-Meeting Ratingen mit 6232 Punkten Dritte hinter den beiden Österreicherinnen Verena Preiner und Ivona Dadic.

## Bestleistungen
- 200 Meter: 24,57 s, 31. Mai 2014 in Götzis
- 800 Meter: 2:11,11 min, 1. Juni 2014 in Götzis
- 100 Meter Hürden: 13,39 s, 31. Mai 2014 in Götzis
- Hochsprung: 1,94 m (NR), 14. August 2014 in Zürich
- Weitsprung: 6,39 m, 28. Juni 2014 in Breda
- Kugelstoßen: 14,82 m, 30. Mai 2015 in Götzis
- Speerwurf: 54,97 m, 27. Mai 2012 in Götzis
- Siebenkampf: 6539 Pkt., 5./6. Juli 2014 in Toruń
- 60 Meter Hürden/Halle: 8,31 s, 6. März 2015 in Prag
- Kugelstoßen/Halle: 14,93 m, 26. Januar 2014 in Sheffield
- Fünfkampf (Halle): 4830 Pkt. (NR), 7. März 2014 in Sopot